# Fabio Friggeri
Fabio Friggeri (Roma, 3 novembre 1884 – 22 febbraio 1951) è stato un imprenditore italiano.
È stato direttore generale delle Distillerie di Avezzano e dello Zuccherificio di Avezzano nonché direttore della Banca del Fucino.
È stato presidente di Confindustria dal 1944 al 1945.